# Bidzina Mikiaszwili
Bidzina Mikiaszwili (ur. 28 maja 1968) – gruziński sztangista.

## Życiorys
Uczestniczył w Letnich Igrzyskach Olimpijskich w 1996, zajmując 9. miejsce. Zdobył srebrny medal w kategorii wagowej 83 kg na Mistrzostwach Europy w Podnoszeniu Ciężarów w 1996.